# Нова Кам'янка (Саратовська область)
Нова Кам'янка (рос. Новая Терновка) — село у Енгельському районі Саратовської області Російської Федерації.
Населення становить 640 осіб. Належить до муніципального утворення Терновське муніципальне утворення.

## Історія
Населений пункт розташований у межах українського історичного та культурного регіону Жовтий Клин.
До 1941 року належав до АРСР Німців Поволжя. Орган місцевого самоврядування від 2004 року — Терновське муніципальне утворення.

## Населення
| 2010 | 2019 |
| ---- | ---- |
| 1    | ↗3   |